# Brendan Yarema
Brendan Yarema (* 16. Juli 1976 in Sault Ste. Marie, Ontario) ist ein kanadischer Eishockeyspieler, der zwischen 2007 und 2009 beim HDD Olimpija Ljubljana in der Österreichischen Eishockey-Liga unter Vertrag stand.

## Karriere
Brendan Yarema begann seine Karriere als Eishockeyspieler in der kanadischen Juniorenliga Ontario Hockey League, in der er von 1993 bis 1996 für die Newmarket Royals und Sarnia Sting aktiv war. In den folgenden beiden Jahren spielte er für die Kentucky Thoroughblades und St. John’s Maple Leafs in der American Hockey League sowie die South Carolina Stingrays in der East Coast Hockey League. Nachdem er von 1998 bis 2000 bei den Kansas City Blades aus der International Hockey League unter Vertrag gestanden hatte, wechselte der Angreifer zur Saison 2000/01 zu den London Knights aus der britischen Ice Hockey Superleague. Bereits nach einer Spielzeit verließ er die Briten wieder und spielte bis 2005 weitere vier Jahre lang in den Minor Leagues, wo er für die AHL Houston Aeros, Cincinnati Mighty Ducks, Chicago Wolves, Bridgeport Sound Tigers und Milwaukee Admirals aus der AHL sowie die Charlotte Checkers aus der ECHL auf dem Eis stand.
Für die Saison 2005/06 unterschrieb Yarema einen Vertrag bei den Augsburger Panthern aus der Deutschen Eishockey Liga, für die er in 48 Spielen 42 Scorerpunkte erzielte. Nach diesem für ihn persönlich erfolgreichen Jahr schloss er sich zu Beginn der Saison 2006/07 den SCL Tigers aus der Schweizer Nationalliga A an, beendete die Spielzeit jedoch bei Rögle BK aus der HockeyAllsvenskan, der zweiten schwedischen Spielklasse. Seit der Saison 2007/08 läuft der Kanadier für den HDD Olimpija Ljubljana in der Österreichischen Eishockey-Liga auf, mit denen er in seinem ersten Jahr im Playoff-Finale am EC Red Bull Salzburg scheiterte. In den Playoffs 2008 und 2009 trat er zudem mit Ljubljana in der slowenischen Eishockeyliga an.

## Erfolge und Auszeichnungen
- 1997 Kelly-Cup-Gewinn mit den South Carolina Stingrays
- 2008 Österreichischer Vizemeister mit dem HDD Olimpija Ljubljana

## DEL-Statistik
(Stand: Ende der Saison 2008/09)